# Sedlarjevo
Sedlarjevo je naselje v Občini Podčetrtek.